# 小行星3814
小行星3814（英語：3814 Hoshi-no-mura）是一颗围绕太阳公转的小行星。1981年5月4日，古田俊正在东海市发现了此天体。
这颗小行星的绝对星等为79.38842等。